# Kap Goldschmidt
Das Kap Goldschmidt ist ein flaches, eisbedecktes Kap an der Shackleton-Küste der antarktischen Ross Dependency. Am östlichen Ausläufer der Nicholson-Halbinsel markiert es gegenüber dem Senia Point die südliche Begrenzung der Einfahrt vom Ross-Schelfeis in die Couzens Bay. 
Teilnehmer einer von 1960 bis 1961 durchgeführten Kampagne im Rahmen der New Zealand Geological Survey Antarctic Expedition benannten es nach Donald Riddel Goldschmidt, Teilnehmer dieser und der in den Jahren 1959 bis 1960 durchgeführten Kampagne.